# Kevin Goldthwaite
Kevin Goldthwaite, né le 9 décembre 1982 à Sacramento, Californie, est un joueur américain de soccer ayant évolué au poste de défenseur.

## Palmarès
Dynamo de Houston
- Vainqueur de la Coupe MLS en 2006

 Red Bulls de New York
- Finaliste de la Coupe MLS en 2008